# Aidis Kruopis
Aidis Kruopis (* 26. Oktober 1986 in Utena, Litauische Sozialistische Sowjetrepublik) ist ein ehemaliger litauischer Bahn- und Straßenradrennfahrer.

## Sportliche Laufbahn
Aidis Kruopis wuchs in Klaipėda auf.
Seine ersten Erfolge errang Kruopis auf der Bahn: 2005 sowie 2006 errang er mit dem litauischen Bahn-Vierer (Simas Kundrotas, Ignatas Konovalovas und Gediminas Bagdonas) jeweils die Bronzemedaille in der Mannschaftsverfolgung. 2007 erhielt er seinen ersten Vertrag, beim heimischen Continental Team Klaipeda-Splendid. In den folgenden Jahren holte er mehrere Siege bei bedeutenden Eintagesrennen oder bei einzelnen Rundfahrt-Etappen, wie etwa 2011 und 2012 beim belgischen Traditionsrennen Schaal Sels Merksem sowie bei einer Etappe der Belgien-Rundfahrt. 2008 siegte er im Rennen Tartu Rattaralli. 2012 gewann er unter anderem eine Etappe der Tour of Norway und der Polen-Rundfahrt, 2013 eine Etappe der Presidential Cycling Tour of Turkey und 2014 zwei Etappen von An Post Rás. 2014 wurde er zudem nationaler Meister im Straßenrennen. 2016 gewann er die Gesamtwertung und zwei Etappen der Paris-Arras Tour.

## Erfolge

### Straße
2010
- Dwars door de Antwerpse Kempen
- Schaal Sels

2011
- Omloop van het Waasland
- Grote 1-Mei Prijs
- eine Etappe Belgien-Rundfahrt
- Schaal Sels

2012
- eine Etappe Tour of Norway
- eine Etappe Polen-Rundfahrt
- Mannschaftszeitfahren Eneco Tour
- zwei Etappen Tour du Poitou Charentes

2013
- eine Etappe Presidential Cycling Tour of Turkey

2015
- zwei Etappen und Bergwertung An Post Rás
- Litauische Meisterschaft – Straßenrennen
- Antwerpse Havenpijl

2016
- Dorpenomloop Rucphen
- Ronde van Overijssel
- Gesamtwertung und zwei Etappen Paris-Arras Tour
- Gooikse Pijl

### Bahn
2005
- U23-Europameisterschaft – Mannschaftsverfolgung (mit Simas Kundrotas, Ignatas Konovalovas und Gediminas Bagdonas)

2006
- U23-Europameisterschaft – Mannschaftsverfolgung (mit Simas Kundrotas, Ignatas Konovalovas und Gediminas Bagdonas)